# Мамуса (местный муниципалитет)
Мамуса (Mamusa) — местный муниципалитет в районе Рутх Сегомотси Момпати Северо-Западной провинции (ЮАР). Административный центр — Швейцер-Ренеке. Название муниципалитета в переводе с языка тсвана означает «Грудное вскармливание детей».